# Chaturbate
Chaturbate és un lloc web per a adults que ofereix transmissions en viu d'actuacions per part de models de càmera web i parelles a través de webcam i front cams, típicament amb nus i activitats sexuals que van des del striptease i la xerrada eròtica fins a la masturbació amb joguines sexuals que sovint és molt explícita. El lloc es divideix en cinc categories: càmeres femenines, càmeres masculines, càmeres de parella, càmeres transgènere i espectacles espia.
Chaturbate és un acrònim de «xat» i «masturbate». Als espectadors se'ls permet veure contingut gratis (amb l'excepció dels espectacles privats), encara que s'ha de pagar diners en forma de tips (propines) per a veure uns certs tipus de contingut sexual. El lloc en si mateix obté ingressos prenent aproximadament el 40% del que els actors fan. Així mateix, Chaturbate genera ingressos de l'audiència quan compren tokens amb les seves targetes de crèdit.

## Rànquings
Pel novembre de 2019, el lloc estava classificat en el lloc número 22 del rànquing mundial de Alexa. És el major lloc de webcams per a adults que competeix amb les europees BongaCams i LiveJasmin. S'estima que el lloc té al voltant de 4,1 milions de visitants diferents cada mes. Els actors poden guanyar diners si se'ls dona una propina amb tokens. Cada token de Chaturbate val $0.05 USD i una model necessita guanyar almenys $50.00 USD per rebre el pagament.

## En cultura popular
Chaturbate va ser el patrocinador de presentació dels 33ns Premis AVN el 2016, així com un expositor a l'AVN Adult Entertainment Expo aquell any i el 2017. El 2020, el lloc es va associar amb els cineastes canadencs independents Ethan Cole i Daniel AM Rosenberg per produir Cam_Girlfriend, una sèrie web de 10 capítols emesa a YouTube.